# 徐珂
徐珂（1868年—1928年），原名昌，字仲可，浙江杭縣（今属杭州市）人。光绪举人。

## 生平
生於同治七年（1868年）（部分文献称1869年）。少時师事谭献，后又学词于况周颐。光緒十五年（1889年），鄉試中舉。清末时提倡妇女天足。戊戌政变後歸里，整理谭献词论为《复堂词话》。後任商務印書館編輯，《辞源》编辑人之一。參加南社。光绪二十年（1894年），擔任袁世凯在天津小站练兵时的幕僚，不久離去。光緒二十七年（1901年），在上海担任《外交报》、《东方杂志》编辑，1911年接管《东方杂志》的“杂纂部”。與潘仕成、王晋卿、王揖唐、冒鹤亭等名士友好。1928年病逝。編有《清稗類鈔》、《歷代白話詩選》、《古今詞選集評》等。

## 家庭
父徐恩綬，官余姚教谕，與谭献为故交。
清末女诗人朱承芳（1868年─1887年），18岁时嫔于徐珂，后因病卒于余姚。
徐珂与何墨君（女校职员）育有徐新华（1894年—1914年），上海爱国女学校学生，早逝，未婚。